# Importierte Inflation
Importierte Inflation (englisch imported inflation) ist in der Volkswirtschaftslehre und Wirtschaft eine Inflation, deren Ursachen in den Außenbeziehungen einer Volkswirtschaft liegen und die sich in einem hohen Preisniveauwachstum im Ausland zeigen, das durch Importe in das Inland übertragen wird.

## Allgemeines
Otmar Emminger (Bundesbankpräsident von 1977 bis 1979) schrieb in seinen Memoiren, dass er den Begriff im Juni 1956 erstmals öffentlich verwendete und dass diese „Formel sehr bald in den allgemeinen Sprachgebrauch“ überging. Ältere Literatur schreibe irrtümlich den Begriff meist Wilhelm Röpke, und zwar ab Ende 1956, zu. Emminger reklamierte den Begriff zu Recht für sich, denn Wilhelm Röpke griff ihn erst 1959 auf.
Im Rahmen der weltweiten Inflationsentwicklung und Globalisierung gewinnt in der wissenschaftlichen Diskussion über Inflationsursachen die importierte Inflation immer stärkere Bedeutung. Gemeint ist dabei die Übertragung inflatorischer Entwicklungen im Ausland auf das Inland. Dadurch sollte die importierte Inflation von der „hausgemachten Inflation“ unterschieden werden.

## Ursachen
Importierte Inflation kann auf drei externe Ursachen und eine interne Ursache zurückgeführt werden:
- Importierte Nachfrageinflation (englisch demand push inflation): Wenn im Ausland die Güternachfrage bei gegebenem Preisniveau und Vollbeschäftigung das Güterangebot übersteigt, werden dort die Preise steigen und durch Import ins Inland übertragen.
- Importierte Angebotsinflation (englisch supply push inflation) liegt vor, wenn im Ausland Kostensteigerungen durch Überwälzung in die Güterpreise (englisch cost push inflation) stattfinden oder das Güterangebot eine höhere Gewinnmarge (englisch profit push inflation) durchsetzen kann. Die hieraus resultierenden Preissteigerungen werden durch Import ins Inland übertragen.
- Außenhandelsinduzierte Inflation bei festen Wechselkursen: Leistungsbilanzüberschüsse durch Exporte führen im Inland zu einer Erhöhung der Geldmenge, weil die Zentralbank von den Exporteuren die Devisenüberschüsse zum festen Wechselkurs gegen Inlandswährung ankaufen muss (Devisenmarktintervention). Importiert das Inland aus dem von der Inflation betroffenen Ausland Güter mit einer geringen Preiselastizität der Nachfrage (d. h. Güter, die für die Volkswirtschaft von elementarer Bedeutung sind und nicht sofort substituiert werden können – z. B. Erdöl), so ist ein Durchschlagen der höheren Importpreise auf das inländische Preisniveau wahrscheinlich. Wenn beispielsweise wegen höherer Erdölpreise Lohnsteigerungen durchgesetzt werden, kann es über eine Lohn-Preis-Spirale auch zu einer höheren inländischen Inflation kommen. Die Erhöhung der Geldmenge bewirkt bei konstantem Güterangebot eine Preissteigerung im Inland.
- Eine Abwertung der Inlandswährung verteuert die Importe und erhöht damit das inländische Preisniveau.[5] Diese Ursache ist die einzige durch das Inland ausgelöste „importierte Inflation“.

In der Wirklichkeit können sich diese Ursachen häufig überlagern, so dass sich oft keine eindeutige Ursache feststellen lässt.

## Wirtschaftliche Aspekte
Eine importierte Inflation kann es nur in einer offenen Volkswirtschaft geben; in der geschlossenen Volkswirtschaft ist sie ausgeschlossen, weil vom Außenhandel abstrahiert wird.
Importiert beispielsweise ein Importeur Vorprodukte, die er zur Weiterverarbeitung in eigener Produktion benötigt, so wird er die bei diesen Vorprodukten vorhandenen Preissteigerungen in seiner Preiskalkulation überwälzen, wodurch sich auch im Inland Preissteigerungen ergeben. Durch importierte Inflation kann daher auch die inländische Inflation in Gang gesetzt oder verstärkt werden. Steigen die Inlandspreise im Verhältnis zu den Preisen im Ausland in geringerem Maße, so kann dies tendenziell zu Erhöhungen des Exports führen. Dies hat – ceteris paribus – eine Verknappung des inländischen Güterangebots und eine Erhöhung der inländischen Geldmenge zur Folge, wovon zusätzliche inflatorische Impulse ausgehen („inflatorische Lücke“).
Ab 1956 wurde die importierte Inflation überwiegend im System fester Wechselkurse diskutiert und schließlich zur Vermeidung dieser auslandsinduzierten Inflation die Einführung flexibler Wechselkurse gefordert. Importierte Inflation konnte in diesem Wechselkursregime vor allem durch eine Aufwertung verhindert werden. Im März 1973 wurden dann durch das „Blockfloating“ der damaligen EU-Mitgliedsstaaten flexible Wechselkurse eingeführt. Doch selbst bei flexiblen Wechselkursen kommt es nicht zu den von der Kaufkraftparitätentheorie erwarteten kompensierenden Wechselkursänderungen, weil sie durch andere Einflussgrößen (Konjunkturentwicklung, Spekulation, Zinsentwicklung) überdeckt werden.
Es gibt kein wirksames Mittel, das die Gefahr eines Inflationsimports grundsätzlich verhindert. Eine vor allem in Schwellen- und Entwicklungsländern praktizierte Maßnahme gegen aus dem Ausland importierte Inflation ist die geldpolitische Strategie der Wechselkurssteuerung. Hierbei wird den Importgütern im Rahmen der inländischen Preisbildung von der Zentralbank ein derart großes Gewicht beigemessen, dass sie ihre gesamte Geldpolitik an diesem Mechanismus ausrichtet. Zurückzuführen ist die Popularität fester Wechselkurse in Entwicklungsländern auf das Phänomen des Fear of Floating.
Feste Wechselkurse beispielsweise sind zwar eine wirkungsvolle Maßnahme gegen die durch Währungsabwertungen hervorgerufene importierte Inflation, allerdings sind es gerade feste Wechselkursregime, die eine importierte Inflation im engeren Sinne erst möglich machen. Bei flexiblen Wechselkursen möchten die Exporteure die Auslandswährung ebenfalls in Inlandswährung umtauschen. Dabei kommt es jedoch auf dem Devisenmarkt zu einem Angebotsüberhang der Auslandswährung, so dass der Kurs der Auslandwährung gegen die Inlandswährung fällt. Dabei kompensiert die Abwertung der Auslandswährung die Preisniveausteigerung im Ausland. Die Inflation im Ausland wird in diesem Fall also nicht importiert.
Durch die Einführung der Europäischen Wirtschafts- und Währungsunion (EWWU) entfiel die Möglichkeit der Absicherung gegen importierte Inflation aus Mitgliedsländern. Als Ausgleich dafür sind die Maastricht-Kriterien eingeführt worden, nach denen ein Land nur dann den Euro einführen darf, wenn seine Inflationsrate die durchschnittliche Inflationsrate der drei preisstabilsten Mitgliedsländer nicht um mehr als 1,5 Prozent überschreitet. Für die bereits im Euro-System befindlichen Mitgliedsländer bestehen allerdings keine verpflichtenden Konvergenzkriterien, so dass in der Praxis deutlich größere Abweichungen bei den Inflationsraten entstehen können.